# إدوارد بينش
إدوارد بينش (28 أبريل 1884 – 3 سبتمبر 1948)، قائد حركة الاستقلال التشيكوسلوفاكية والرئيس الثاني لتشيكوسلوفاكيا (1935 - 1945).

## بداية حياته
ولد إدوارد بينش في مدينة كوجلاني (بالتشيكية :Kožlany) الواقعة 60 كم غرب العاصمة براغ في إقليم بوهيميا، أتم تعليمه في منطقة فينوهرادي في براغ قبل أن يلتحق بكلية الفلسفة بجامعة تشارلزهناك. سافر بعد ذلك إلى فرنسا ليكمل تعليمه في السوربون وحصل على شهادة الدكتوراه في الحقوق عام 1908 في مدينة ديجون. عاد بعد ذلك إلى براغ وعمل مدرساً في أكاديمية براغ للتجارة، وبعد أن قدم أطروحته الثانية في الفلسفة تم تعينه في جامعة تشارلز محاضراً في مادة علم الاجتماع.

## بينش في السلطة
شغل إدوارد بينش مناصب عديدة ومهمة في حكومات تشيكوسلوفاكيا، فقد تقلد مهام رئيس وزراء تشيكوسلوفاكيا 1921 - 1922، وزير الخارجية ما بين أعوام 1918 - 1935، بالإضافة لكونه عضواً في البرلمان التشيكوسلوفاكي في دورتين منفصلتين أعوام 1920 – 1925 و 1929 – 1935. مثل بينش بلاده في العديد من الاجتماعات والمعاهدات ونذكر من أهمها معاهدة فرساي.
عين رئيساً للوزراء عام 1921 لمدة سنة وعضواً في عصبة الأمم ما بين 1923 – 1927 ورئيساً لها من 1927 – 1928.
خلف توماس ماساريك في رئاسة الدولة عام 1935 وبقي رئيساً شرعياً للدولة لغاية 1948 حتى خلال وجوده في المنفى ما بين 1938 – 1945.

## معرض صور

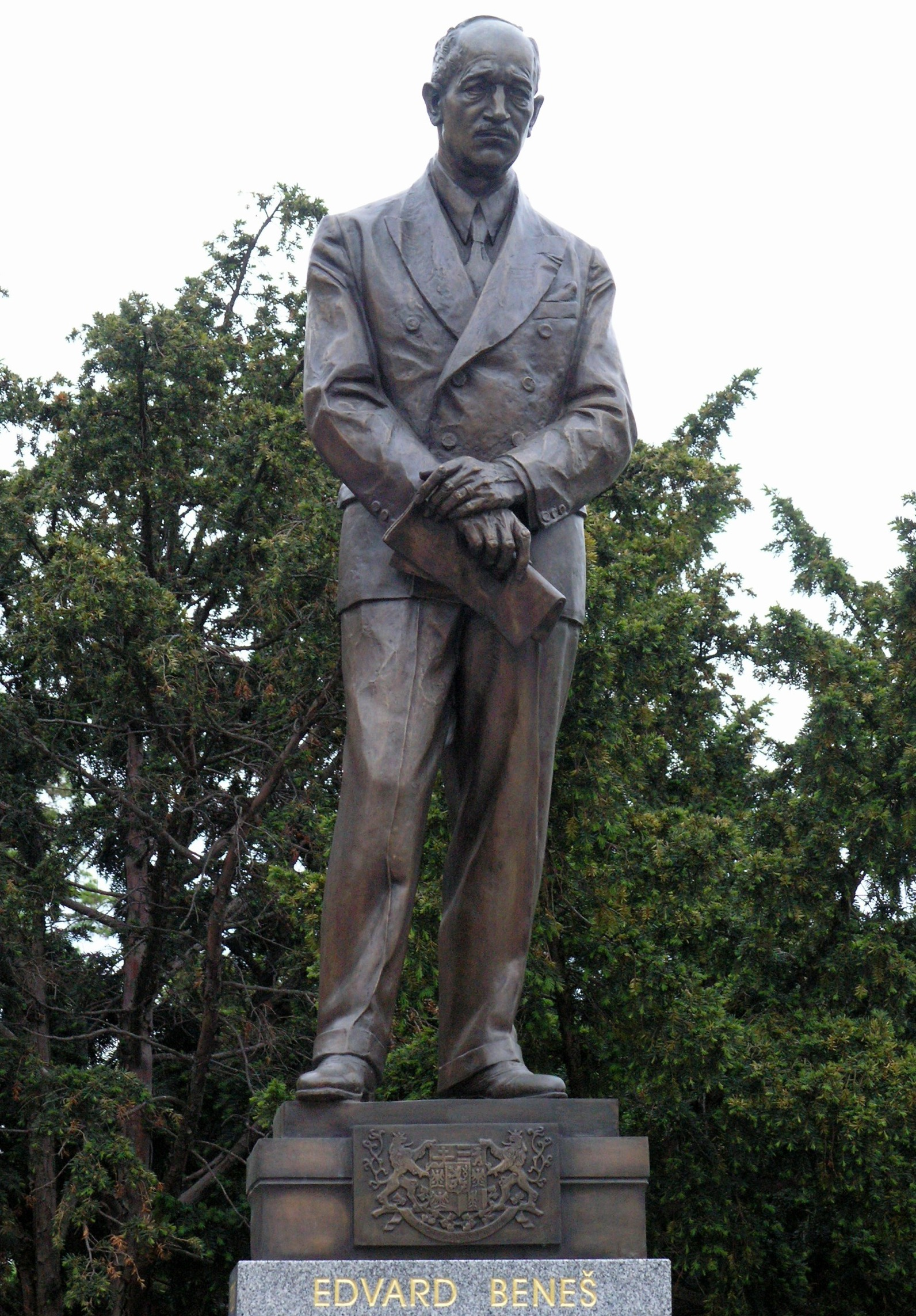
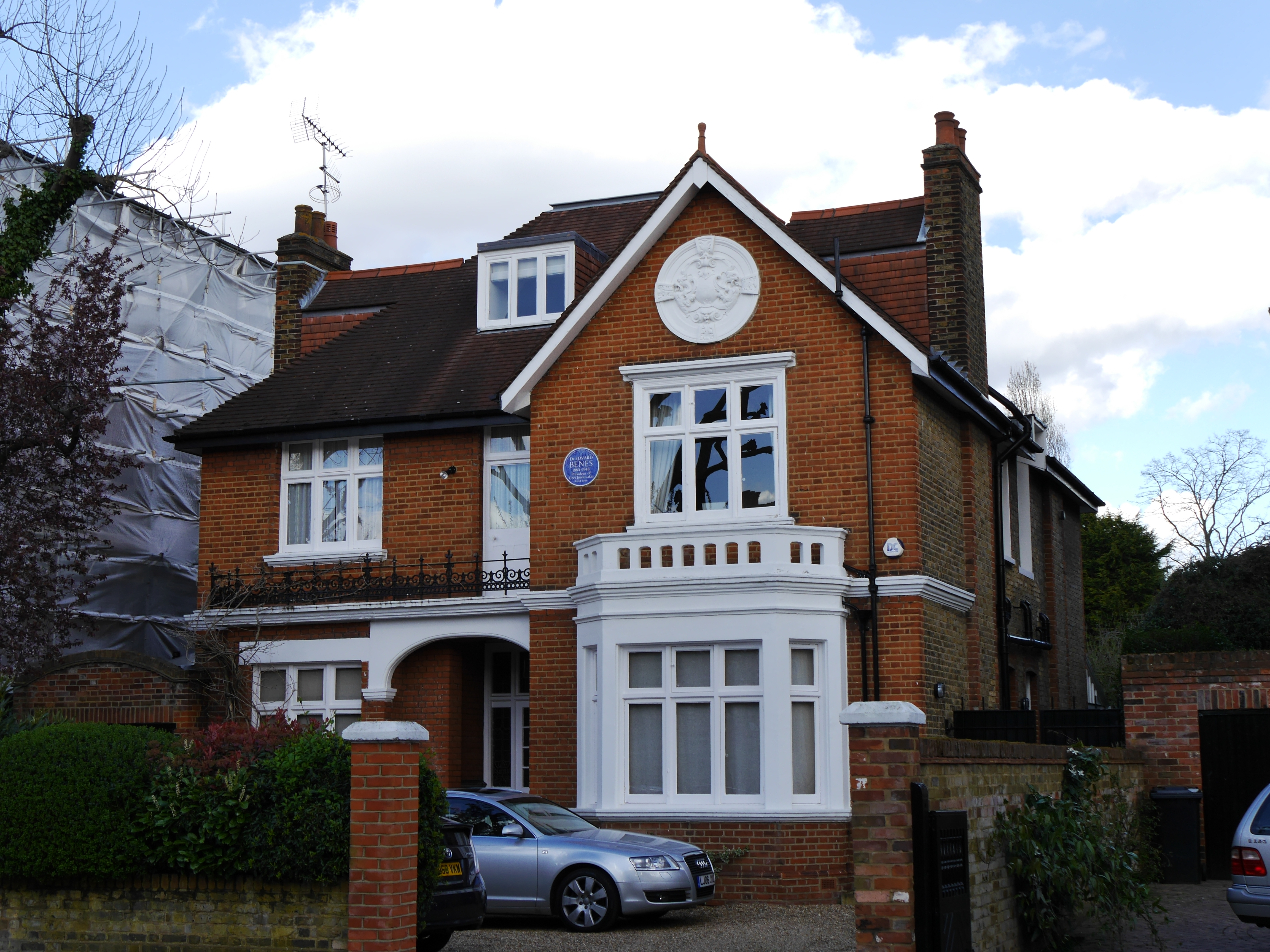
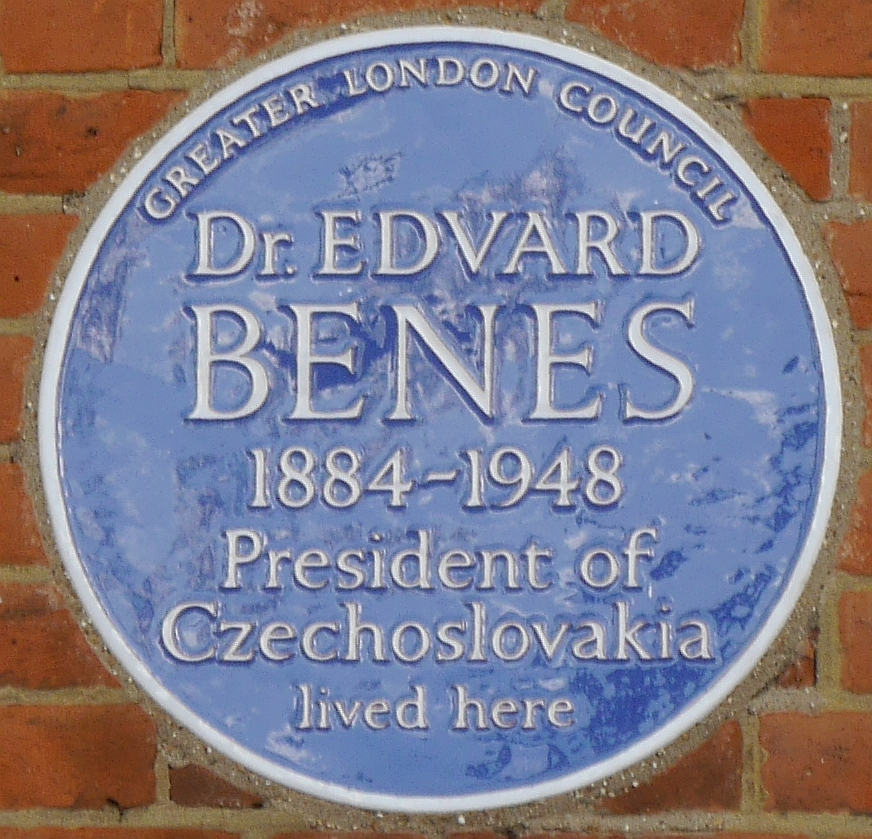

## روابط خارجية
- إدوارد بينش على موقع IMDb (الإنجليزية)
- إدوارد بينش على موقع الموسوعة البريطانية (الإنجليزية)
- إدوارد بينش على موقع مونزينجر (الألمانية)
- إدوارد بينش على موقع قاعدة بيانات الأفلام السويدية (السويدية)
- إدوارد بينش على موقع إن إن دي بي (الإنجليزية)
- إدوارد بينش على موقع ديسكوغز (الإنجليزية)
- إدوارد بينش على موقع قاعدة بيانات الفيلم (الإنجليزية)
- إدوارد بينش على موقع كينوبويسك (الروسية)